# Leichhardt (Queensland)
Leichhardt ist ein Stadtteil von Ipswich in Queensland in Australien. Er liegt etwa drei Kilometer vom Zentrum von Ipswich und 43 Kilometer von Brisbane entfernt. Der Name geht auf den Entdeckungsreisenden Ludwig Leichhardt aus Preußen zurück.

## Geschichte
Ursprünglich hieß das Gebiet der Vorstadt One Mile, da es eine Meile von der Hauptsiedlung entfernt war. One Mile war ursprünglich ein Lagerplatz für Ochsentreiber. Später wurde dort ein Hotel aus Holz errichtet, das allerdings abgebaut und an anderer Stelle wieder aufgestellt wurde. Ab 1853 wurde das Gebiet auch Leichhardt genannt, da angeblich Ludwig Leichhardt während seiner ersten Expedition dort sein Lager aufschlagen hatte. Das Land wurde ab 1871 landwirtschaftlich genutzt und ab dem Ende des 19. Jahrhunderts mit Gebäuden bebaut. 1925 wurde der One Mile Park angelegt, der seit 1930 Leichhardt Park genannt wird. 1956 wurde die Vorstadt offiziell zu Leichhardt umbenannt.

## Heute
In Leichhardt befinden sich einige Parks und Sportmöglichkeiten; ein Golfplatz liegt in der Nähe. 1956 wurde eine Grundschule eröffnet; daneben befindet sich ein Einkaufszentrum. Im Jahr 2016 hatte Leichhardt 3912 Einwohner. Im Januar 2011 wurde auch Leichhardt von den katastrophalen Überschwemmungen in Queensland überflutet. Der Bremer River, der den Stadtteil hufeisenförmig umfließt, überschwemmte ihn und einen Teil des Golfplatzes.